# 1 fois 5
L'album 1 fois 5, paru en 1976, comprend des classiques de Robert Charlebois, Gilles Vigneault, Claude Léveillée, Yvon Deschamps et Jean-Pierre Ferland, interprétés à Québec au parc du Bois-de-Coulonge, le 21 juin 1976, et à Montréal sur le mont Royal, le 24 juin 1976, à l'occasion de la Fête nationale du Québec.
L'année suivante, l'album remporte le prix de l'Académie Charles-Cros.

## Le spectacle
Deux ans après le concert de Superfrancofête J'ai vu le loup, le renard, le lion, les organisateurs des festivités du 24 juin pour la Fête nationale du Québec de 1976 a créé un autre concert géant extérieur. Cette fois, le contenu politique et le sens d'identité étaient plus forts et il y avait cinq chanteurs ensemble sur la scène au lieu de trois. Le concert de 1974 a été organisé rapidement, chaque artiste apportait ses propres musiciens. En 1976, un orchestre a cette fois été réuni, avec beaucoup de temps de répétitions, de collaborations et même une séance de composition collective qui aboutit à la chanson Chacun dit je t'aime. Le concert, originellement intitulé Les 5 Jean-Baptiste, a été exécuté deux fois, à Québec au parc du Bois-de-Coulonge, le 21 juin 1976 et ensuite à Montréal sur le parc du Mont-Royal, le 24 juin 1976. Robert Charlebois et Gilles Vigneault faisaient de nouveau partie de l'événement, mais cette fois avec Claude Léveillée, Jean-Pierre Ferland et Yvon Deschamps, ce dernier est une inclusion plutôt surprenante puisqu'il est d'abord humoriste et ensuite chanteur.
Le patriotisme sans complexe imbibe Gens du pays (chanté par tous les cinq) et la plupart des chansons de Vigneault, mais aussi Charlebois avec The frog song. Le rocker avait déjà exécuté ses chansons à succès deux ans auparavant, donc il a surtout compté sur son nouveau disque, Longue distance. Une interprétation complète Fu Man Chu se dresse comme un point culminant. Charlebois chante aussi en duo avec Léveillée sur Les vieux pianos avec deux pianos sur scène. Tous les cinq contribuent les extraits de leurs chansons à saveurs traditionnelles dans le pot-pourri La même gigue. Le son est de meilleur qualité que sur l'album précédent, faisant de 1 Fois 5 une bonne illustration tant des auteurs-compositeurs-interprètes doués des années 1970 au Québec que du nationalisme à l'époque.

## Réception
- Ce disque a reçu un prix de l'Académie Charles-Cros en 1977[3]
- À la Saint-Jean-Baptiste du 23 juin 2006, France D'Amour, Anik Jean, Marjo, Andrée Watters et Marie-Hélène Fortin du groupe Mes Aïeux ont revisité les chansons classiques des cinq chanteurs dans un numéro spécial soulignant le 30e anniversaire du spectacle.
- Le 1er juin 2010, GSI Musique lançait son coffret CD/DVD. Ce coffret comprend le disque compact « 1 fois 5 » réédité en 1991 et le DVD contenant la captation intégrale du spectacle « Les 5 Jean-Baptiste » du Mont-Royal, la chanson La face cachée de Hervé Brousseau, une entrevue avec Pierre Bourgault, un diaporama des photos du concert et des répétitions et un documentaire d'une trentaine de minutes réalisé par Pierre Séguin. Dans ce documentaire, le metteur en scène Jean Bissonnette, le producteur Guy Latraverse et toutes les vedettes de ce spectacle patriotique (excepté Claude Léveillée, vu son état de santé fragile) exprimaient leurs émotion et leur nostalgie de cette soirée mémorable.
- Le 5 mai 2011, le Mouvement national des Québécoises et Québécois décerna à Guy Latraverse et aux artisans du spectacle le prix « Artisan de la Fête nationale du Québec 2011 » dans le but de souligner le 35e anniversaire du concert qui a grandement marqué l'histoire de la chanson Québécoise en pleine période souverainiste. Claude Léveillée décède le 9 juin suivant, victime d'un troisième accident vasculaire cérébral à l'âge de 78 ans. On lui rendit hommage le 23 juin suivant à la Fête nationale du Québec, en plus de souligner le 35e anniversaire du spectacle.
- En 2011, le journaliste Mathieu Charlebois ajoutait cet album à la liste des 35 disques québécois incontournables des 35 dernières années (entre 1976 et 2011)[4].

## Chansons du disque
| No   | Titre                                   | Auteur                                | Durée |
| ---- | --------------------------------------- | ------------------------------------- | ----- |
| 1.   | Gens du pays                            | Les 5                                 | 2:44  |
| 2.   | The frog song                           | Robert Charlebois                     | 2:17  |
| 3.   | Il me reste un pays                     | Gilles Vigneault                      | 2:24  |
| 4.   | L'étoile d'Amérique                     | Claude Léveillée                      | 2:52  |
| 5.   | Aimons-nous                             | Yvon Deschamps                        | 3:08  |
| 6.   | Le petit roi                            | Jean-Pierre Ferland                   | 4:36  |
| 7.   | Tout l'monde est malheureux             | Gilles Vigneault                      | 2:21  |
| 8.   | Les fesses                              | Yvon Deschamps                        | 2:37  |
| 9.   | Les vieux pianos                        | Robert Charlebois et Claude Léveillée | 2:40  |
| 10.  | Mon ami J.C.                            | Jean-Pierre Ferland                   | 4:52  |
| 11.  | Fu Man Chu                              | Robert Charlebois                     | 8:17  |
| 12.  | La grande valse fofolle                 | Claude Léveillée                      | 2:39  |
| 13.  | Le doux chagrin                         | Gilles Vigneault                      | 2:13  |
| 14a. | Vive les Jeux olympiques (monologue)    | Yvon Deschamps                        | 6:45  |
| 14b. | J'sais pas comment, j'sais pas pourquoi | Yvon Deschamps                        | 3:25  |
| 15.  | Chacun dit je t'aime                    | Les 5                                 | 7:35  |
| 16.  | Ce matin un homme                       | Claude Léveillée                      | 4:55  |
| 17.  | Mon ami Fidel                           | Robert Charlebois                     | 4:00  |
| 18.  | Les gens de mon pays                    | Gilles Vigneault                      | 2:46  |
| 19.  | Un peu plus haut, un peu plus loin      | Jean-Pierre Ferland                   | 3:49  |
| 20.  | La même gigue                           | Les 5                                 | 4:02  |
| 21.  | Gens du pays                            | Les 5                                 | :33   |

## Chansons du spectacle intégral
L'astérisque dénote les pistes qui ne sont pas présentes sur le disque.
| No  | Titre                                   | Auteur                                | Durée |
| --- | --------------------------------------- | ------------------------------------- | ----- |
| 1.  | Gens du pays                            | Les 5                                 |       |
| 2.  | Marie-Claire *                          | Jean-Pierre Ferland                   |       |
| 3.  | The frog song                           | Robert Charlebois                     |       |
| 4.  | Il me reste un pays                     | Gilles Vigneault                      |       |
| 5.  | L'étoile d'Amérique                     | Claude Léveillée                      |       |
| 6.  | Aimons-nous                             | Yvon Deschamps                        |       |
| 7.  | C'est extraordinaire * (dialogue)       | Les 5                                 |       |
| 8.  | Tout l'monde est malheureux             | Gilles Vigneault                      |       |
| 9.  | La grande valse fofolle                 | Claude Léveillée                      |       |
| 10. | Les fesses                              | Yvon Deschamps                        |       |
| 11. | Les vieux pianos                        | Robert Charlebois et Claude Léveillée |       |
| 12. | Le doux chagrin                         | Les 5                                 |       |
| 13. | Mon ami Fidel                           | Robert Charlebois                     |       |
| 14. | Mon ami J.C.                            | Jean-Pierre Ferland                   |       |
| 15. | Fu Man Chu (Chu D'dans)                 | Robert Charlebois                     |       |
| 16. | Vive les jeux olympiques (monologue)    | Yvon Deschamps                        |       |
| 17. | J'sais pas comment, j'sais pas pourquoi | Yvon Deschamps                        |       |
| 18. | Le petit roi                            | Jean-Pierre Ferland                   |       |
| 19. | Ce matin un homme                       | Claude Léveillée                      |       |
| 20. | Les gens de mon pays                    | Gilles Vigneault                      |       |
| 21. | Un peu plus haut, un peu plus loin      | Jean-Pierre Ferland                   |       |
| 22. | Présentation des musiciens *            | Les 5                                 |       |
| 23. | Chacun dit je t'aime                    | Les 5                                 |       |
| 24. | La même gigue                           | Les 5                                 |       |
| 25. | Gens du pays                            | Les 5                                 |       |

## Équipe de production
- Musiciens - Victor Angelillo, Marcel Beauchamp, Marc Bélanger, Jean-Marie Benoît, Michel Dion, Ronald Faucher, Michel Fauteux, Jean-Claude Guérard, Jean-Pierre Lauzon, Daniel Lessard, Michel Le François, Yvan Ouellet, Richard Provençal, Gaston Rochon, Gilles Schetagne, Libert Subirana, Serge Vallières
- Chœurs : France Castel, Louise Lemire, Louise Bédard et Margo McKinnon
- Direction musicale : Gaston Rochon, Marcel Beauchamp, Michel Le François, Jean-Pierre Lauzon et Yvan Ouellet
- Réalisation : Le Groupe des 5 ; Conseiller artistique: Jean Bissonnette
- Prise de son : Michel Léveillée, Nick Blagona assisté d'André Perry
- Mixage : Nick Blagona assisté d'André Perry
- Studio : Fedco Audio Labs (studio mobile), Le Studio Morin-Heights
- Gravure originale : Sabin Brunet, S.N.B. en 1976
- Remastérisation numérique : Bill Kipper, S.N.B. en 1991
- Production : GSI Musique et Kébec Disque ; producteurs délégués : Jean Bissonnette, Jean-Claude Lespérance, Guy Latraverse
- Pochette et livret - Conception et réalisation graphique : Kébec Disque ; texte de présentation : Lise Payette

## Certifications
| Pays   | Association  | Certification | Ventes/Équivalence |
| ------ | ------------ | ------------- | ------------------ |
| Canada | Music Canada | platine       | 100 000            |